# Mount Saint Helena
Mount Saint Helena je hora v pohoří Mayacamas Mountains v okresech Napa, Sonoma a Lake severozápadní Kalifornie v USA. Geologicky je budována zdvihnutými horninami sopečného pole Clear Lake starými 2,4 milionu let a je to jedna z mála hor v oblasti Sanfranciské zátoky, kde v zimě padá sníh.
Hora má pět vrcholů uspořádaných zhruba ve tvaru písmene „M“. Druhý nejvyšší z nich je nejvyšším vrcholem okresu Napa.

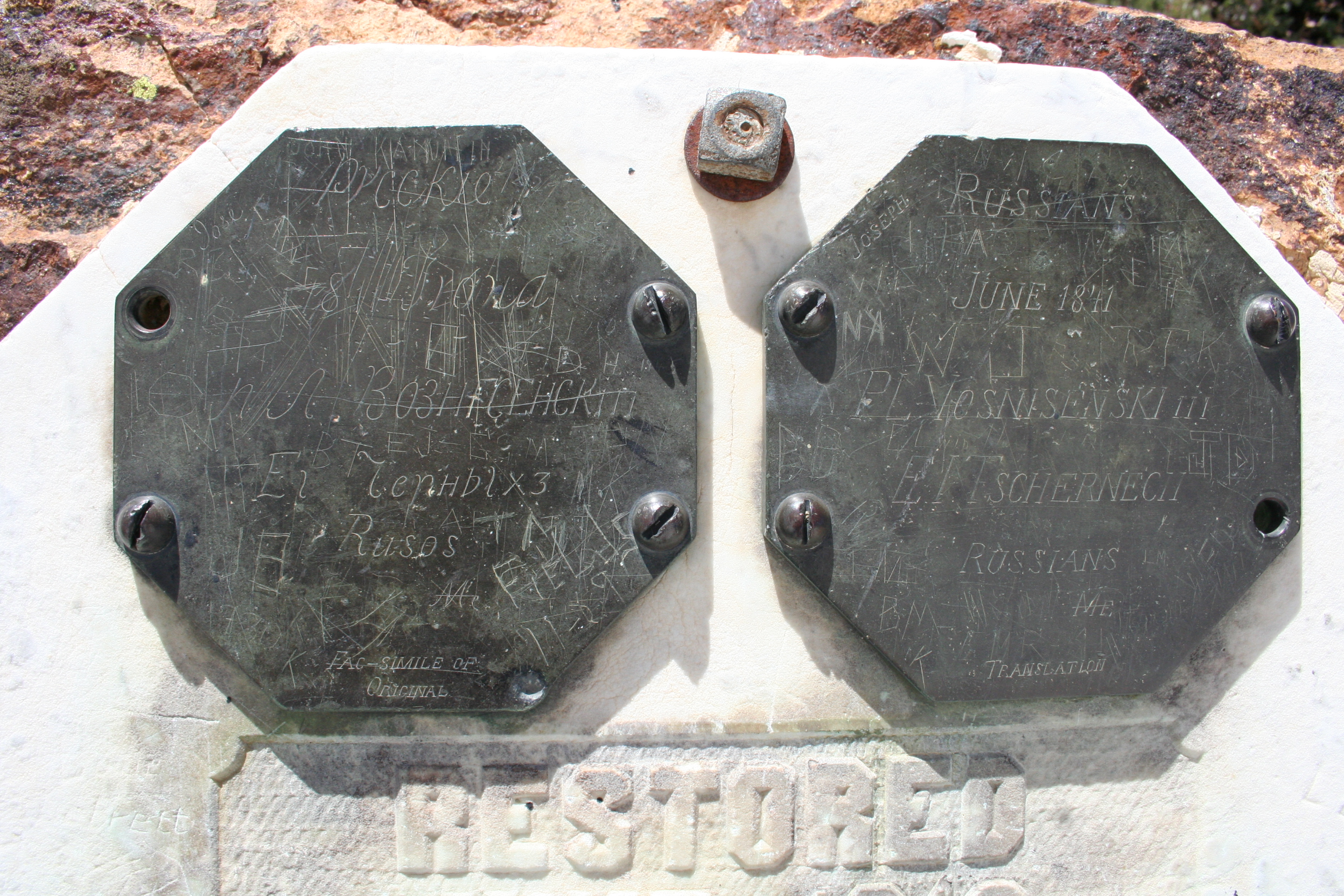
Pamětní deska zanechaná Rusy na vrcholu hory

Původní jméno hory bylo Mount Mayacamas, ale to se změnilo poté, co ruská průzkumná skupina vystoupila v roce 1841 na její vrchol a zanechala tam měděnou pamětní desku s datem výstupu. Na desce bylo také jméno princezny Heleny Gagarinové a jejího manžela Alexandra G. Ročeva, velitele nedaleké ruské základny Fort Ross.
Robert Louis Stevenson a Fanny Vandergift Osbourne zde v opuštěné hornické osadě strávili léto roku 1880 v rámci své svatební cesty. Zážitky z této cesty popsal v knize The Silverado Squatters.
Vrchol je dostupný pěší cestou ze státního parku Roberta Louise Stevensona.
Na severovýchodním úbočí hory pramení řeka Napa.